# Tribonių apylinkės
Tribonių apylinkės este o arie protejată (sit de importanță comunitară — SCI) din Lituania întinsă pe o suprafață de 398,55 ha, integral pe uscat.

## Localizare
Centrul sitului Tribonių apylinkės este situat la coordonatele 54°17′59″N 25°19′29″E / 54.2996°N 25.3247°E.

## Înființare
Situl Tribonių apylinkės a fost declarat sit de importanță comunitară în noiembrie 2022 pentru a proteja un număr necunoscut de specii din flora spontană și fauna sălbatică aflate în arealul zonei.

## Biodiversitate
Situată în ecoregiunea boreală, aria protejată conține 1 habitat natural: Taiga vestică.
La baza desemnării sitului se află un număr nedeclarat de specii protejate.